# 贅肉ちゃん
贅肉ちゃん（ぜいにくちゃん、は、東京都出身の動画配信者,ストリーマー,写真家,YouTuber。別名は「ぽぬちゃん」。主にTwitter、ツイキャス、ニコニコ動画（ニコニコ生放送）、YouTube、Twitch、Fantiaで活動している。

## 略歴
- 2014年、高校時代にクラスでツイキャスが流行しており、友人から生放送を誘われたことにより配信活動に出会う（当時は本名で活動しており、現在は伏せられている）。周囲の友人より圧倒的に閲覧数が多いことから配信活動に魅了され、長く続けていくきっかけとなった。
- 当時はネットリテラシーに乏しく、学校名や本名等が容易に視聴者が収集できる配信を行っており、高校が特定され視聴者により電話をかけられるなどして問題となる。その事が原因で全校集会が開かれる事となり、配信活動の休止を迫られるが、”自分のしたいことをする”という思いから断り、配信活動を継続する。
- 同年、自身のツイキャスが配信制限をかけられた際に視聴者からFC2ライブを進められたことにより、FC2での活動開始。
- 高校卒業後は専門学校に進学するが、配信活動を行いたいという強い意思から自主退学し、本格的にストリーマーの道に進むこととなる。
- 2018年9月よりニコニコ動画（ニコニコ生放送）と出会い、ゲーム配信場としての活動開始。ゲーム需要の少なさから現在はあまりゲーム配信が行われていない。
- 2021年5月よりゲーム配信の場としてTwitchでの活動開始。Twitchパートナーとして承認され勢力を伸ばしていくこととなるが、他プラットフォームでの配信時間を確保したいという思いから活動を中断し、現在は活動は行われていない。
- 2022年4月23日、[超配信者「寝配信」公式生放送@ニコニコ超会議2022]に抜擢され、65,169人の来場を記録。5月12日視聴者の勧めにより、Fantiaにて活動開始。これ迄の活動路線とは異なるセクシービジネスによる収入源の確保を実施。6月20日、ニコニコ生放送にて開催された「美容家電もらえる！自分磨き応援イベント」では1位（1,157,510pt）を記録。9月24日、ニコニコ生放送にて開催された「出前館×ニコニコ 宅飯配信祭り」では1位（3,216,880pt）を記録。
- 2023年2月27日、ニコニコ生放送にて開催された「上位100名まで入賞！超配信者ギフトイベント」では1位（2,880,810pt）を記録。

## 人物
- 趣味はインターネット配信、ファッション、イラスト鑑賞など。インターネット配信には特に力を注いでおりほぼ毎日どこかのプラットフォームで活動を確認することができる。またファッションにも造詣が深く自宅には多数の洋服を保有している。特にロリータが好み。またイラストはリョナと呼ばれるジャンルが好きで過去にはリアルのイベントにも参加していた。
- 血液型はA型。
- 好きなポケモンはマリル。
- 特技は配信、Splatoon、歌で、配信でのスタイルは視聴者との近い距離感での談笑などが特徴。音楽の成績が良く、稀に行われる歌配信が好評である。また、SplatoonではランクSの強さを誇る。
- ペットとしてアメリカンショートヘアのごまちゃん、ラガマフィンのころもを飼育中。
- 過去にはハムスターの「らむね」、「きなこ」、ミニウサギの「おもち」を飼育していた。
- 学生時代より家族との不仲が配信で語られていたが、2022年10月19日に家族との食事を試み、解消した。
- 中学時代は吹奏楽部に所属しており、トランペットやホルンやマリンバやピアノが演奏できる。
- 配信内では「日本円」という通貨単位を用いることに生々しさを感じており、ミートという単位に置き換えられている。

## 受賞歴
2022年度
- 美容家電もらえる！自分磨き応援イベント」1位
- 「出前館×ニコニコ 宅飯配信祭り」1位
- 「ニコニコ生放送アワード」 49位

2023年度
- 「上位100名まで入賞！超配信者ギフトイベント」 1位

## 出演
特別番組
- 超配信者「寝配信」公式生放送@ニコニコ超会議2022（2022年4月23日）
- 「超配信者ステージ」公式生放送@ニコニコ超会議2023（2023年4月29日）